# Esyllt T. Lawrence
Esyllt Thomas Lawrence (Treforys [Morriston, en anglès], 3 de desembre de 1917 - Pen-y-bont ar Ogwr [Bridgend, en anglès], 4 d'abril de 1995) va ser una periodista, assagista i traductora gal·lesa.
Esyllt defensava la llengua gal·lesa i denuncià l'opressió de les dones dins la societat patriarcal d'aquella època. Va presenciar l'ascens del laborisme britànic a Gal·les, la davallada del liberalisme, l'emigració de més de mig milió de gal·lesos, el naixement del moviment polític concentrat en Plaid Cymru (1922), i del moviment juvenil d'Urdd Gobaith Cymru. També viu l'inici de la forta davallada dels parlants de gal·lès, sobretot al sud del país. Estudià a Cambridge, on cal destacar la seva trobada amb Virginia Woolf, amb qui coïncidia amb relació a llurs idees feministes.

## Biografia

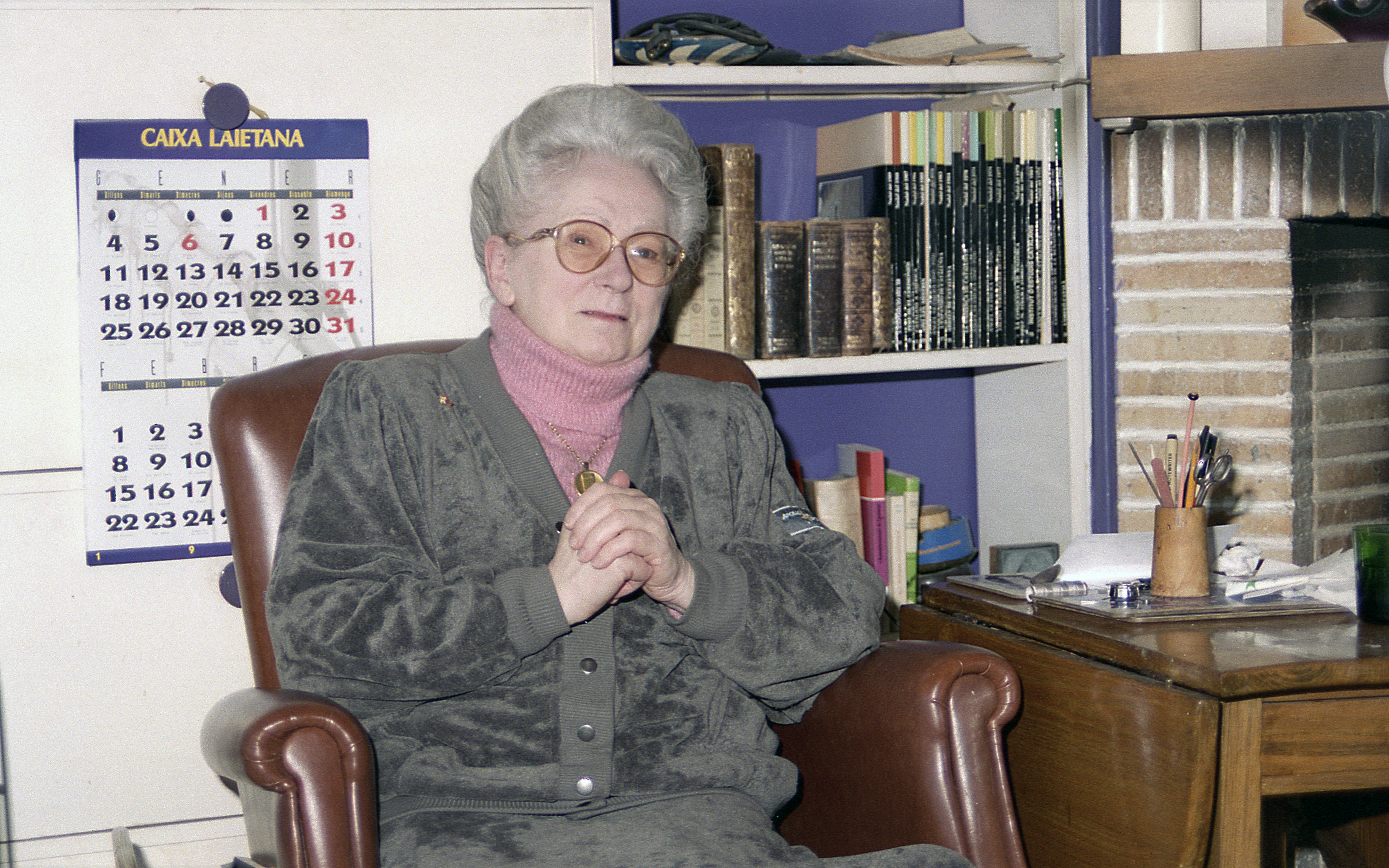
Esyllt T. Lawrence, entrevistada per la revista Repòrter el 1993 al seu domicili d'Arenys de Mar. Foto: Joan Pujadas

Esyllt T. Lawrence va nàixer a Morriston (Swansea), població del sud del País de Gal·les el 1917 al si d'una família gal·lesoparlant de cinc germans, en una zona en un avançat procés d'anglicització. Les excel·lents qualificacions acadèmiques van facilitar-li l'obtenció d'una beca a la Universitat de Cambridge, el 1937, on va romandre fins al 1940, en què va llicenciar-se al Newnham College en llengües modernes (alemany i francès). El 1941 va obtenir el Master of Arts de la Universitat de Cambridge. El mateix any va contraure matrimoni civil amb el diplomàtic Derek Michael Poole. Van residir a Washington, on ell va treballar a l'ambaixada britànica i el 1943 van traslladar-se a Ciutat de Mèxic, on aviat se separarien. Va estudiar a la universitat i el 1944 va doctorar-se en lletres amb una tesi sobre García Lorca (un dels primers estudis de conjunt sobre l'obra del poeta). Va col·laborar al periòdic El Nacional amb articles i ressenyes de llibres publicats en anglès. A Mèxic, a la universitat va conèixer l'escriptor Lluís Ferran de Pol, que estava exiliat, i a través d'ell va entrar en contacte amb la cultura catalana. El 27 d'agost de 1947 van contraure matrimoni civil al Jutjat de Cuernavaca i el 3 de juliol de 1948 van contraure matrimoni religiós per establir-se a l'Espanya franquista que no hauria reconegut el seu matrimoni civil mexicà.
El juliol de 1948 Esyllt Lawrence, embarassada i a punt de parir, va instal·lar-se a Arenys de Mar tota sola; el seu marit va haver d'esperar tres mesos a França abans de tenir permís per entrar a Catalunya. Aviat van deixar Arenys de Mar per traslladar-se, amb la filla, Maria Elvina, a un mas d'Arenys de Munt. S'hi van estar fins a 1974, en què de nou van tornar a Arenys de Mar. A més de la seva tasca de traductora, i autora d'articles, Esyllt Lawrence va treballar com a lectora i consellera de l'Editorial Vergara i el seu marit com a advocat.
Després de la jubilació de Ferran de Pol, de 1989, viuen de maig a octubre a Y Bont Faen (Cowbridge en anglès), un poble gal·lès on ella tenia una casa (Llyswen, el Mas Blanc) rebuda en herència. El seu compromís amb el País e Gal·les la fa participar en política i el 1991 és elegida regidora d'Y Bont Faen en representació del partit nacional·lista gal·ès Plaid Cymru.
Esyllt Thomas Lawrence va morir el 4 d'abril de 1995 a l'Hospital Princesa de Gal·les de Pen-y-bont ar Ogwr (Bridgend, en anglès). Uns mesos més tard moriria el seu marit

### Catalunya
Des d'Arenys de Mar i Arenys de Munt va emprendre nombroses iniciatives per tal d'agermanar el País de Gal·les i els Països Catalans, entre les quals sobresurt la redacció dels articles que concerneixen Gal·les de la Gran Enciclopèdia Catalana. Va col·laborar a Tele-Estel, a Serra d'Or i a l'Avui, entre altres publicacions.
Va traduir diverses novel·les alemanyes, angleses i franceses a l'espanyol per a l'editorial Albatros, a Mèxic, i, a Catalunya, per a Janés i Plaza & Janés. Del castellà a l'anglès, amb el pseudònim de Betty Morris, va traduir una sèrie de guies turístiques de les principals ciutats espanyoles; del català al gal·lès, algunes obres de Ferran de Pol i una selecció de rondalles i llegendes catalanes; i del gal·lès al català, el drama històric La corda del penjat de Saunders Lewis (en cooperació amb Ferran de Pol) i la novel·la La masia del Turó de Tegla Davies, totes dues encapçalades amb unes concises introduccions a la literatura gal·lesa de to punyent i vindicatiu. El 1985 Lawrence va publicar la seva traducció en català de Gŵr Pen y Bryn, del famós escriptor gal·lès Edward Tegla Davies, que en cataà portà el títol de La masia del turó.
El reconeixement de les institucions catalanes amb la Creu de Sant Jordi l'any 1994 a la seva trajectòria intel·lectual és tan sols un testimoni de l'admiració que aquesta dona, que mai oblidà les seves arrels gal·leses, despertava en totes aquelles persones, catalanes o gal·leses, que s'apropaven a ella.
El Fons Lluís Ferran de Pol de la Biblioteca Pare Fidel Fita, d'Arenys de Mar, a més de la biblioteca i documents de Ferran de Pol conté la biblioteca personal d'Esyllt T. Lawrence.